# Xanthaciura speciosa
Xanthaciura speciosa är en tvåvingeart som beskrevs av Friedrich Georg Hendel 1914. Xanthaciura speciosa ingår i släktet Xanthaciura och familjen borrflugor. Inga underarter finns listade i Catalogue of Life.